# Ten Thirteen Productions
Ten Thirteen Productions (que podría traducirse como Producciones Diez Trece) fue una productora fundada por Chris Carter en 1993, que produjo cuatro series para televisión y una película, siendo su mayor éxito The X-Files. La compañía recibe su nombre del cumpleaños de Chris Carter, el 13 de octubre. Las oficinas de la Ten Thirteen se localizan en Century City en Los Ángeles (California).

## Historia
La compañía fue fundada cuando Carter comenzó su serie The X-Files en 1993. Con el éxito de The X-Files creciendo sin parar, en 1996 la compañía se embarcó en un nuevo proyecto; Millennium. Esta serie fue cancelada después de tres temporadas. En 1998 la compañía lanzó una película de The X-Files que se llamó The X-Files: Fight the Future. En 1999, como Millennium había sido cortada, una tercera serie fue producida: Harsh Realm, que sólo duró nueve episodios antes de ser cancelada. En 2001 decidieron crear un spin-off de The X-Files y el resultado fue The Lone Gunmen. Esta serie fue cancelada después de una única temporada. Cuando se decidió que The X-Files terminase en 2002 (tras nueve temporadas completas) la compañía decidió disolverse en lugar de continuar. Se ha especulado con que la compañía podría volver a juntarse para producir otra película de The X-Files cuyo rodaje ya está confirmado.

## Productos

### Series de televisión
- The X-Files (1993–2002)
- Millennium (1996–1999)
- Harsh Realm (1999–2000)
- The Lone Gunmen (2001)

### Películas
- The X-Files: Fight the Future (1998)
- The X-Files: I Want to Believe (2008)

## Personal
- Chris Carter — Creador
- Frank Spotnitz — Presidente
- Mary Astadourian — Vicepresidente
- Jana Fain — Administrador

Recientemente Spotnitz se ha marchado para crear su propia productora llamada Big Light Productions, con Jana Fain como su director de desarrollo.
- Datos: Q2893859